# Гальченко Григорій Олександрович
Григо́рій Олекса́ндрович Га́льченко (8 січня 1901, село Процівка (нині у межах міста Ромни) Чернігівської губернії, тепер Сумської області — розстріляний 28 вересня 1938, місто Одеса) — український радянський діяч, в.о. голови Одеського облвиконкому (1937—1938 роки). Жертва сталінських репресій.

## Життєпис
Член ВКП(б). Перебував на відповідальній радянській роботі.
До грудня 1937 року — завідувач відділу партійної пропаганди та агітації Одеського обласного комітету КП(б)У.
29 грудня 1937 — 11 травня 1938 року — в.о. голови виконавчого комітету Одеської обласної ради депутатів трудящих.
У травні 1938 року заарештований органами НКВС. 28 вересня 1938 року засуджений до розстрілу. Посмертно реабілітований.